# Stuart Carrington
Stuart Carrington (n. 14 mai 1990, Grimsby, Anglia, Regatul Unit) este un jucător englez de snooker.
Ocupă poziția 45 în lume. Nu a realizat niciodată breakul maxim.